# جوزيف لي جين
جوزيف لي جين (بالإنجليزية: Joseph Lee Jayne)‏ هو ضابط أمريكي، ولد في 30 مايو 1863 في براندون في الولايات المتحدة، وتوفي في 24 نوفمبر 1928 في دنفر في الولايات المتحدة.